# Andrea Schiavone

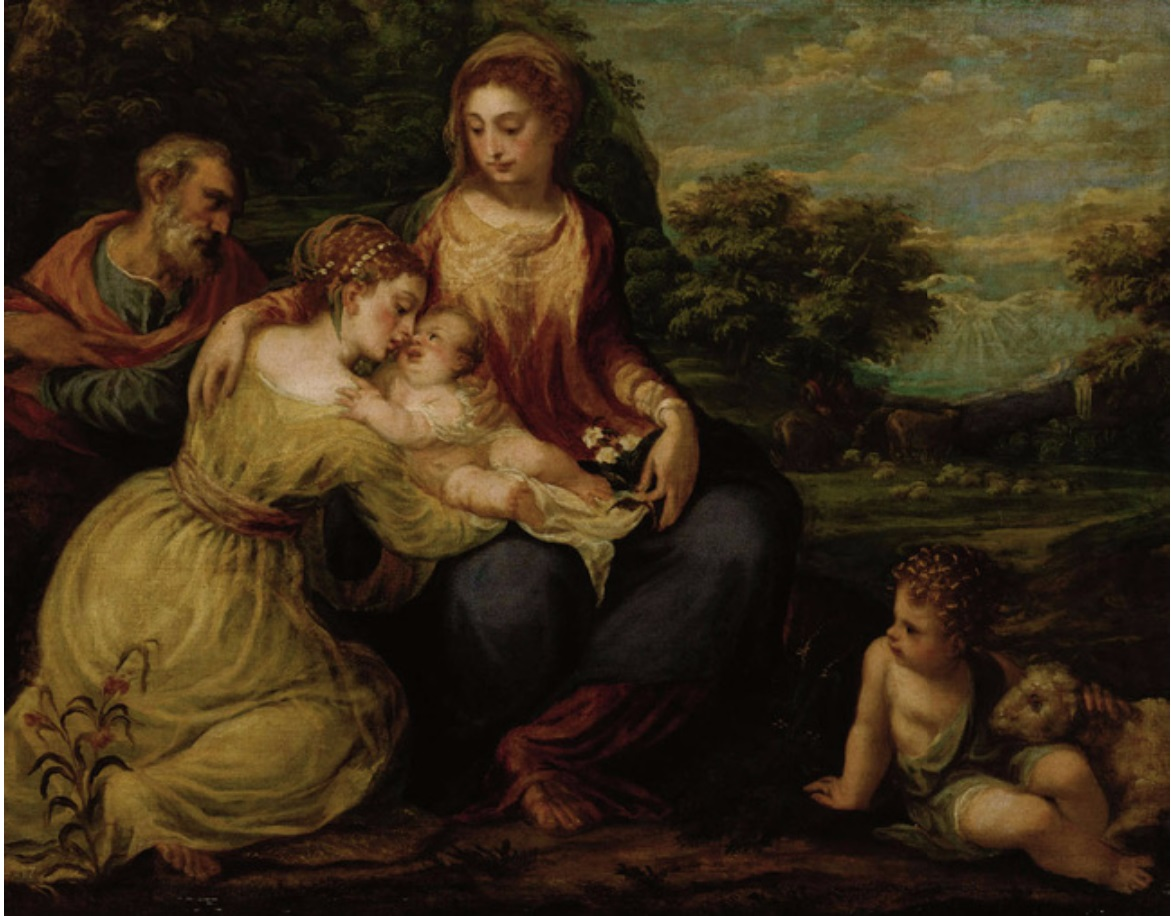
Święta Rodzina ze św. Katarzyną (1552)

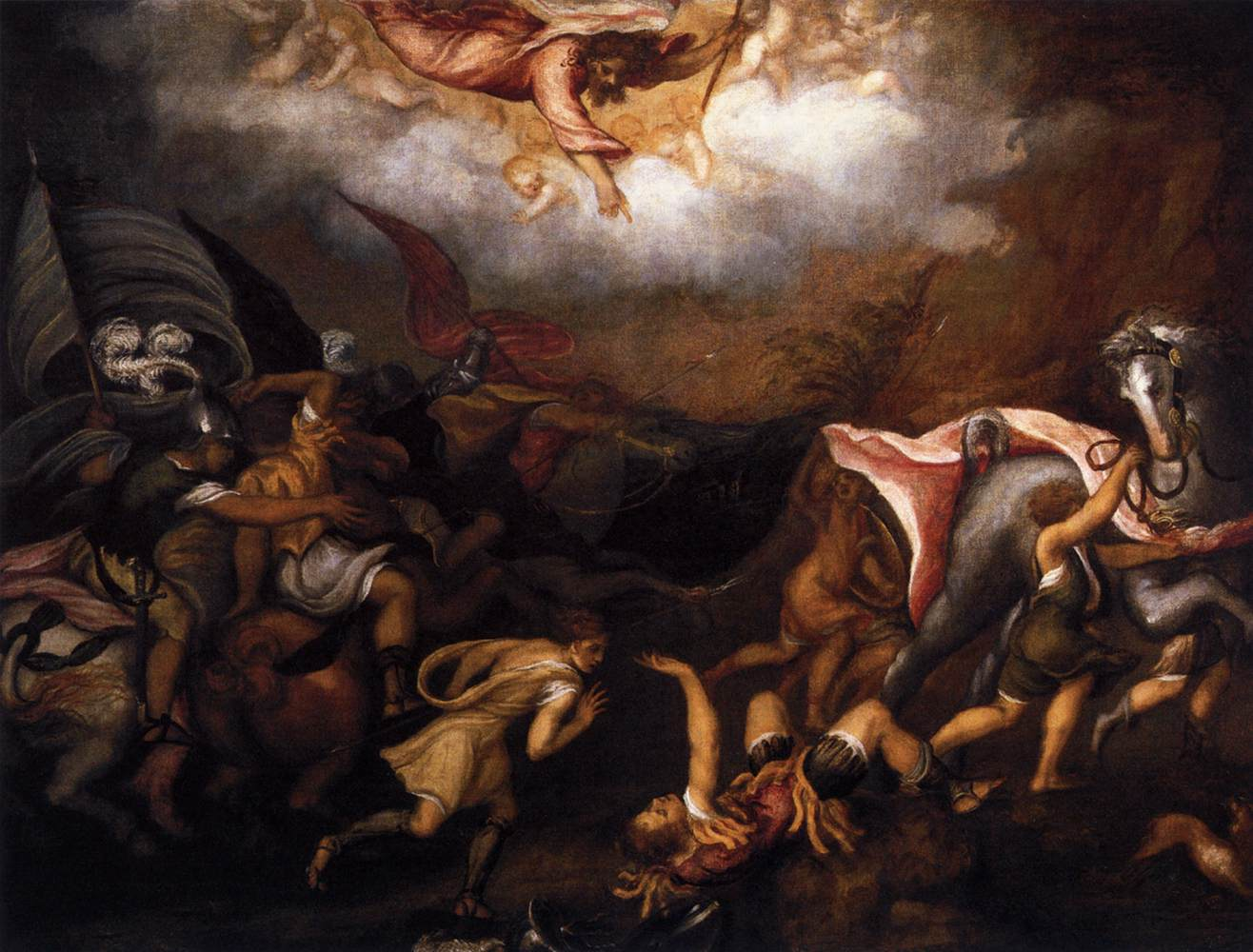
Nawrócenie św. Pawła (1540-450

Andrea Schiavone, właśc. Andrea Meldolla lub Andrija Medulič (ur. ok. 1510 w Szybeniku w Dalmacji, zm. 1 grudnia 1563 w Wenecji) – włoski malarz i grafik okresu manieryzmu.
W roku 1535 przybył do Wenecji. Był uczniem Bonifacia Veronesa oraz Parmigianina w Bolonii (1527-1530).
Malował obrazy o tematyce religijnej i mitologicznej. Wykonywał też rysunki i ryciny oraz zdobił skrzynie wyprawne (tzw. cassoni). W latach 1556–1557 wykonał tonda w weneckiej Biblioteca Marciana.

## Dzieła
- Archanioł Gabriel (ok. 15520, 272 x 156 cm, San Pietro, Belluno
- Chrystus przed Herodem, Museo di Capodimonte, Neapol
- Czytający pustelnik (ok. 1545), 140 x 135 cm, Muzeum Historii Sztuki w Wiedniu
- Lot z córkami (ok. 1550), śr. 27,5 cm, Ermitaż, Sankt Petersburg
- Młody Abel (ok. 1555), 139 x 104,5 cm, Muzeum Historii Sztuki w Wiedniu
- Nawrócenie się św. Pawła (1540-45), 205 x 265 cm, Fondazione Querini Stampalia, Wenecja
- Pietà, 107 x 87,5 cm, Galeria Obrazów Starych Mistrzów w Dreźnie
- Pokłon Trzech Króli (ok. 1547), Pinakoteka Brera, Mediolan
- Pokłon Trzech Króli, Santa Maria del Carmine, Wenecja
- Scena mitologiczna, 62 x 75 cm, Ca’ Rezzonico, Wenecja
- Ścięcie Jana Chrzciciela (1540-63), 116,9 x 161,2 cm, Museums and Art Gallery, Birmingham
- Święta Rodzina ze św. Katarzyną i małym świętym Janem, 95 x 118 cm, Muzeum Historii Sztuki w Wiedniu
- Święta Rodzina, 86 x 68,5 cm, Galeria Obrazów Starych Mistrzów w Dreźnie
- Zabójstwo Kaina (ok. 1555), 139 x 103,5 cm, Muzeum Historii Sztuki w Wiedniu